# Eulocastra argyrogramma
Eulocastra argyrogramma là một loài bướm đêm trong họ Noctuidae.